# Кембел (Калифорнија)
Кембел (енгл. Campbell) град је у америчкој савезној држави Калифорнија. По попису становништва из 2010. у њему је живело 39.349 становника.

## Демографија
Према попису становништва из 2010. у граду је живело 39.349 становника, што је 1.211 (3,2%) становника више него 2000. године.
| Група             | 2000.          | 2010.          |
| Белци             | 25.168 (66,0%) | 22.866 (58,1%) |
| Афроамериканци    | 964 (2,5%)     | 1.158 (2,9%)   |
| Азијати           | 5.402 (14,2%)  | 6.320 (16,1%)  |
| Хиспаноамериканци | 5.083 (13,3%)  | 7.247 (18,4%)  |
| Укупно            | 38.138         | 39.349         |